# Andreï Koubeïev
Andreï Koubeïev (en russe : Андрей Кубеев), né le 9 novembre 1987, est un coureur cycliste russe spécialiste de la piste. Il détient le record de Russie du kilomètre contre-la-montre départ arrêté depuis le 7 décembre 2013.

## Palmarès sur piste

### Championnats d'Europe
| Édition / Épreuve | Vitesse par équipes                                |
| Apeldoorn 2013    | Bronze (avec Denis Dmitriev et Pavel Yakushevskiy) |

### Championnats nationaux
- Champion de Russie de vitesse par équipes : 2013 (avec Denis Shurshin et Nikita Shurshin)
- Champion de Russie du kilomètre : 2013